# به نیویورک خوش آمدید (ترانه)
«به نیویورک خوش آمدید» (انگلیسی: Welcome to New York) ترانه‌ای از تیلور سوئیفت، خواننده-ترانه‌سرای آمریکایی، برگرفته از پنجمین آلبوم استودیویی‌اش ۱۹۸۹ (۲۰۱۴) است. این اثر را سوئیفت و رایان تدر نوشته‌اند و توسط هردو با تولیدات افزوده نوئل زانکانلا تهیه شده‌است. این ترانه در ۲۴ اکتبر ۲۰۱۴ از طریق بیگ مشین رکوردز به عنوان تک‌آهنگی تبلیغاتی از آلبوم منتشر شد. این یک اثر سینث-پاپ مجهز به سینث‌سایزر‌های ضربان‌دار است که با الهام از نقل مکان او در مارس ۲۰۱۴ به شهر نیویورک، آزادی تازه کشف‌شده سوئیفت را بررسی می‌کند.
منتقدان موسیقی معاصر متن ترانه را با این استدلال که ترانه در مقایسه با سایر ترانه‌های معروف ادای احترام به نیویورک محتوای نا کاملی دارد، انتقاد کردند. تعدادی دیگر با اشاره به ذکر آن در برابری ال‌جی‌بی‌تی، از ترانه دفاع کردند و از ساخت آن تمجید کردند. این ترانه در نیوزلند به ۱۰تای برتر رسید و در ۲۰تای برتر جدول کانادا، مجارستان و اسکاتلند قرار گرفت. در ایالات متحده، «به نیویورک خوش آمدید» به شمارهٔ ۴۸ بیلبورد هات ۱۰۰ رسید و گواهی‌نامه پلاتین از انجمن صنعت ضبط موسیقی ایالات متحده آمریکا (آرآی‌ای‌ای) دریافت کرد. سوئیفت تمام درآمد حاصل از فروش ترانه را به اداره آموزش نیویورک اهداء کرد.